# ヨアキム・フレデリク・スコウ

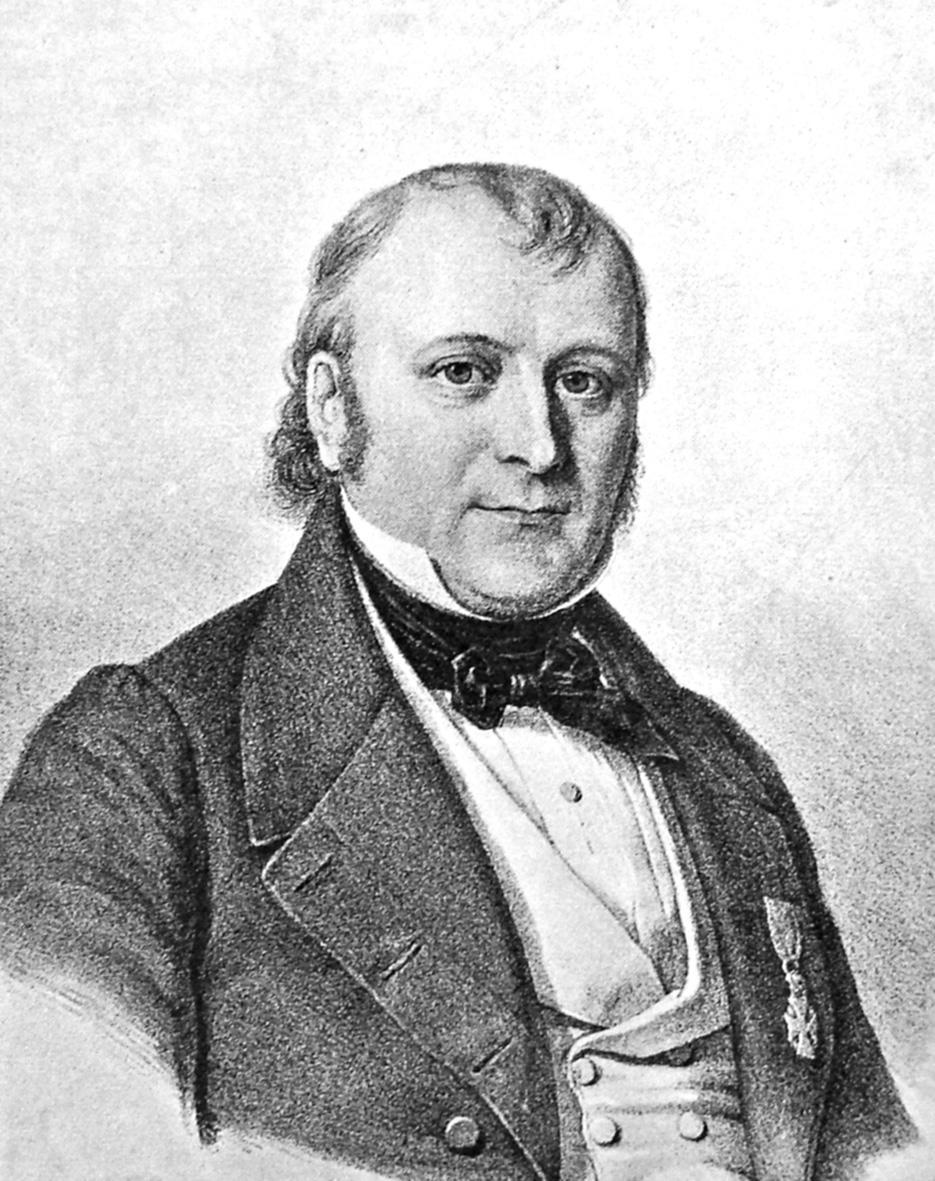
ヨアキム・フレデリク・スコウ

ヨアキム・フレデリク・スコウ（Joakim Frederik Schouw、1789年2月7日 - 1852年4月28日）はデンマークの法律家、植物学者、政治家である。1821年からコペンハーゲン大学の植物学の教授を務めた。植物学分野では植物地理学を専門とした。

## 略歴
コペンハーゲンで生まれた。法律家になった後、1812年にノルウェーの植物学者、クリステン・スミスとノルウェーを調査した。この調査で高山植物の顕著な地域的な違いや、生育地の高さと植物の種の分布に強い印象を受けた。コペンハーゲンに戻った後、植物学をマーティン・ヴァールやイェンス・ヴィルケン・ホネアマンに学んだ。法律家の仕事の傍ら、ヨーラン・ヴァーレンベリやアレクサンダー・フォン・フンボルトの植物地理学に関する著作を研究し、1816年に、植物学の博士論文を完成させた。
その後、奨学金を受け、ヨーロッパ南部の植物地理学を研究し、ジュネーブのオーギュスタン・ピラミュ・ドゥ・カンドールを訪れた。国王フレデリク6世に、才能や成果を認められて、1821年にコペンハーゲン大学の非常勤の教授に任じられた。翌年、主著の『一般植物地理学の基本』（"Grundtræk til en almindelig Plantegeographie"）を発表した。1841年にホネアマンが没した後、常勤の教授となり、コペンハーゲン大学植物園の園長職も継いだ。
その後、さらに包括的な研究のためにイタリアに2度の調査を行うなどしたが、植物学にさける時間が減ったことにより、成果は少なくなった。1835年から1849年の間、デンマーク王国憲法の制定を導いた政治的な運動のリーダーの一人であり、「シュレースヴィヒ＝ホルシュタイン問題」などの政治活動に参加した。政府とはシュレースヴィヒの帰属に関する意見を異にし、大臣への就任を拒んだ。
イェンス・ヴァールとセーロモン・ドライアとともに『デンマーク植物誌』を出版した。1841年に、スウェーデン王立科学アカデミーの外国人会員に選ばれた。